# Nissan GT-R LM Nismo
Nissan GT-R LM Nismo är en sportvagnsprototyp tillverkad av den japanska biltillverkaren Nissans motorsportavdelning Nismo 2015. Nissan avsåg att tävla med bilen i stora LMP1-klassen i FIA World Endurance Championship från och med säsongen 2015.
Nissans LMP-bil bröt mot konventionen genom att ha en frontmonterad bensinmotor monterad bakom framhjulen som driver framhjulen. Dessutom finns ett hybridsystem med en elmotor på bakaxeln, driven av KERS energiåtervinning. Tillsammans ger motorerna en effekt på ca 1250 hk.
Till slut kom Nissan GT-R LM Nismo till start i en enda tävling: Le Mans 24-timmars 2015. Bilen visade sig vara långt från konkurrenskraftig och i december 2015 meddelade Nissan att satsningen avslutats.

## Tekniska data
| Tekniska data               | Nissan GT-R LM Nismo                                                  |
| --------------------------- | --------------------------------------------------------------------- |
| Motor:                      | Frontmonterad 60° 6-cyl V-motor med turbo                             |
| Cylindervolym:              | 3,0 l                                                                 |
| Max effekt:                 | 500 hk                                                                |
| Ventilstyrning:             | Dubbla överliggande kamaxlar per cylinderrad, 4 ventiler per cylinder |
| Bränslesystem:              | Direktinsprutning                                                     |
| Hybridsystem:               | 750 hk elmotor på bakaxeln, driven av KERS energiåtervinning          |
| Växellåda:                  | 5-växlad sekventiell                                                  |
| Drivning:                   | Fyrhjulsdrift                                                         |
| Hjulupphängning fram & bak: | Dubbla tvärlänkar, skruvfjädrar                                       |
| Bromsar:                    | Keramiska skivbromsar                                                 |
| Chassi & kaross:            | Kolfiberchassi med kaross i kolfiber/aluminium-honeycomb              |
| Längd x bredd x höjd:       | 4645x1900x1030 mm                                                     |
| Torrvikt:                   | 880 kg                                                                |

## Tävlingsresultat

### Sportvagns-VM 2015
Efter en utdragen utvecklingsprocess där Nissan hoppade över de två första tävlingarna på säsongen kom man till slut till start med tre bilar i Le Mans 24-timmars. Resultatet blev en stor besvikelse: två av bilarna bröt och den bil som tog sig till mållinjen var så långt efter segraren att resultatet inte noterades officiellt. Efter Le Mans drogs sig Nissan tillbaka för mer utvecklingsarbete men i slutet av året lades satsningen ned.